# スカイリーダ
スカイリーダ（1970年3月16日 - 没年不明）は日本の競走馬、種牡馬。
1972年に中央競馬でデビュー。体重410～420kg台という小柄な馬体ながら、1974年に春秋の京都記念を連覇、1975年には大阪杯を制した。1976年夏に引退し、のち種牡馬。競走馬時代の主戦騎手は高橋成忠。

## 経歴
1972年10月、デビューから3戦目の未出走・未勝利戦において初勝利を挙げる。以後しばらく条件馬として過ごしたが、高橋成忠はその素質を高く評価していた。翌1973年11月の衣笠特別で4勝目を挙げて以降はオープンクラスで出走をはじめる。1974年1月、重賞初出走の日経新春杯で3着となったのち、京都記念（春）に出走した。
この競走には前年の天皇賞（秋）に優勝し最優秀5歳以上牡馬に選出されたタニノチカラも出走。当日は同馬が1番人気、スカイリーダは5番人気だったが、両馬の負担重量は片や61kg、片や52kgと大きな差があった。本馬場入場直前に激しい降雪があり、馬場状態は重馬場となった。スタートが切られると、先行するタニノチカラに対してスカイリーダはその4～5馬身後方でレースを進めた。最後の直線でタニノチカラは先頭に立ったが、これを外からスカイリーダが交わしにかかり、ゴール寸前で馬体を並べて入線。写真判定の結果、スカイリーダがハナ差先着しており、15戦目での重賞初勝利を挙げた。高橋は「楽にかわせると思ったのにさすがにしぶとい」とタニノチカラを称えつつ、「目方の差や。直前の雪もあって、52と61キロの9キロ差がモノを言うた」と勝因を語った。なお、この競走はタニノチカラが後方から差された生涯唯一の例となった。
この競走後、スカイリーダは体調を崩して休養に入る。9月のサファイヤステークスは7着と敗れたが、続く京都大賞典ではタニノチカラから4馬身離されたものの、1番人気のホウシュウエイトとハナ差、さらに当代一の人気馬ハイセイコーをクビ差抑えての3着となった。11月には京都記念（秋）に出走。ホウシュウエイトなどが回避したこともあり、重賞ではじめて1番人気に推されると、シュンサクオー以下を差し切って京都記念の春秋連覇を達成した。
その後は天皇賞（秋）を回避し、翌1975年初頭にスポーツニッポン賞金杯に出走。この競走は追い込んで届かずの3着に終わり、次走・1番人気に推された日経新春杯も同様の内容で3着となる。しかし3月の大阪杯では前年の菊花賞2着馬・バンブトンオールらを差し切って重賞3勝目を挙げた。その後、オープン競走2着を経て天皇賞（春）で八大競走に初出走。5番人気に支持されたが、勝ったイチフジイサミから2秒以上離された6着となり、さらに競走後には右前脚の屈腱炎が判明し、長期休養に入った。1976年8月、北九州記念で復帰する予定となっていたが、屈腱炎が再発して直前で取り消し、これを最後に競走生活から退いた。
スカイリーダは1977年から生まれ故郷の平取・稲原牧場で種牡馬となった。産駒に重賞勝利馬はない。主な産駒は初年度産駒のダイタクプロスパア（神戸新聞杯4着、京都新聞杯4着、菊花賞5着）とされている。ダイタクプロスパアが重賞で入着した1981年はアーニングインデックスが1.74と全種牡馬平均（1.0）を超え、賞金ランクで216位に入った。1983年時点での種付料は無料だったが、1985年には種付料20万円をとるようになっている。しかし、この年の種付・誕生した頭数は1頭にとどまっており、それが最後の産駒となった。スカイリーダは1987年10月1日付で用途変更となり、以後の消息は不明である。その後1990年に、当時ただ1頭の現役産駒だったセンショウハヤテが南関東で900万円ほどを稼ぎ、この年のアーニングインデックスを2.02とした。

### フリーハンデによる評価
日本中央競馬会の機関広報誌『優駿』によるスカイリーダのフリーハンデでは、1974年は58kg（古馬9位タイ）、1975年は56kg（古馬14位タイ）の評価が与えられた。

## 競走成績
| 年月日 | 年月日 | 年月日 | 開催場 | 競走名               | 頭数 | 人気 | 着順 | 距離（状態）  | タイム | 着差      | 騎手     | 斤量 | 馬体重 | 勝ち馬/（2着馬）     |
| ------ | ------ | ------ | ------ | -------------------- | ---- | ---- | ---- | ------------- | ------ | --------- | -------- | ---- | ------ | -------------------- |
| 1972   | 7.     | 9      | 札幌   | 新馬                 | 4    | 2    | 3着  | ダ1000m（稍） | 1:02.9 | 0.6秒     | 高橋成忠 | 52   | 412    | キョウエイレーク     |
|        | 7.     | 23     | 札幌   | 新馬                 | 6    | 1    | 2着  | ダ1000m（良） | 1:01.2 | 0.1秒     | 高橋成忠 | 52   | 412    | ケイバドウラ         |
|        | 10.    | 15     | 京都   | 未出未勝             | 11   | 1    | 1着  | 芝1200m（良） | 1:11.9 | 1 1/2馬身 | 高橋成忠 | 52   | 418    | （タイキ）           |
|        | 11.    | 18     | 京都   | 200万下              | 8    | 4    | 5着  | ダ1400m（良） | 1:30.2 | 2.2秒     | 高橋成忠 | 53   | 420    | ケイウエイ           |
|        | 12.    | 2      | 阪神   | 200万下              | 15   | 3    | 2着  | 芝1200m（良） | 1:12.0 | 0.2秒     | 高橋成忠 | 53   | 418    | テューダーオー       |
| 1973   | 1.     | 21     | 中京   | すずな賞             | 10   | 4    | 3着  | 芝1400m（良） | 1:25.1 | 0.3秒     | 高橋成忠 | 54   | 408    | マチカネハチロー     |
|        | 2.     | 24     | 阪神   | 山藤賞               | 8    | 1    | 1着  | 芝1600m（重） | 1:41.1 | 7馬身     | 高橋成忠 | 54   | 406    | （キングカズマ）     |
|        | 3.     | 11     | 阪神   | チューリップ賞       | 11   | 3    | 1着  | 芝1900m（良） | 1:57.0 | クビ      | 高橋成忠 | 54   | 402    | （シャダイオー）     |
|        | 9.     | 22     | 阪神   | 夕月特別             | 9    | 1    | 3着  | 芝1900m（不） | 2:01.5 | 0.7秒     | 高橋成忠 | 54   | 406    | フジノオウジ         |
|        | 10.    | 13     | 京都   | 700万下              | 16   | 1    | 4着  | 芝1900m（稍） | 1:58.4 | 0.2秒     | 高橋成忠 | 54   | 410    | ヒデカツリュウ       |
|        | 10.    | 27     | 京都   | 伏見特別             | 18   | 1    | 3着  | 芝1600m（良） | 1:37.7 | 0.2秒     | 高橋成忠 | 54   | 408    | タニノチカラ         |
|        | 11.    | 10     | 京都   | 衣笠特別             | 12   | 1    | 1着  | 芝1600m（重） | 1:38.0 | 1 3/4身   | 高橋成忠 | 54   | 408    | （ハクサンホマレ）   |
|        | 12.    | 1      | 阪神   | オープン             | 8    | 7    | 4着  | 芝1900m（良） | 1:56.0 | 0.3秒     | 高橋成忠 | 54   | 408    | イーストリバー       |
| 1974   | 1.     | 20     | 京都   | 日経新春杯           | 10   | 5    | 3着  | 芝2400m（良） | 2:29.8 | 0.4秒     | 高橋成忠 | 52   | 410    | ホウシュウエイト     |
|        | 2.     | 11     | 京都   | 京都記念（春）       | 9    | 1    | 1着  | 芝2400m（重） | 2:30.9 | ハナ      | 高橋成忠 | 52   | 410    | （タニノチカラ）     |
|        | 9.     | 8      | 阪神   | サファイヤステークス | 9    | 4    | 7着  | 芝1600m（稍） | 1:37.2 | 2.4秒     | 高橋成忠 | 56   | 418    | タニノダーバリー     |
|        | 10.    | 13     | 京都   | 京都大賞典           | 11   | 6    | 3着  | 芝2400m（良） | 2:30.3 | 0.7秒     | 高橋成忠 | 55   | 416    | タニノチカラ         |
|        | 11.    | 3      | 京都   | 京都記念（秋）       | 10   | 1    | 1着  | 芝2400m（良） | 2:28.7 | 1 1/4馬身 | 高橋成忠 | 56   | 418    | （シュンサクオーザ） |
| 1975   | 1.     | 6      | 京都   | 金杯（西）           | 12   | 3    | 3着  | 芝2000m（良） | 2:04.1 | 0.1秒     | 高橋成忠 | 58   | 426    | ハクサンホマレ       |
|        | 1.     | 19     | 京都   | 日本経済新春杯       | 7    | 1    | 3着  | 芝2400m（良） | 2:31.0 | 0.3秒     | 高橋成忠 | 58   | 422    | イーストリバー       |
|        | 3.     | 9      | 阪神   | 大阪杯               | 13   | 2    | 1着  | 芝2000m（良） | 2:00.9 | ハナ      | 高橋成忠 | 57   | 420    | （バンブトンオール） |
|        | 4.     | 5      | 阪神   | オープン             | 5    | 1    | 2着  | 芝1800m（良） | 1:48.7 | 0.3秒     | 高橋成忠 | 58   | 418    | インターベルト       |
|        | 4.     | 29     | 京都   | 天皇賞（春）         | 18   | 5    | 6着  | 芝3200m（稍） | 3:24.5 | 2.4秒     | 高橋成忠 | 58   | 414    | イチフジイサミ       |
| 1976   | 8.     | 8      | 小倉   | 北九州記念           | 8    | －   | 取消 | 芝1800m（良） | －     | －        | 高橋成忠 | 58   | －     | ミヤジマレンゴ       |

1. 競走名太字は八大競走。

## 血統表
※血統情報の出典：JBISサーチ「スカイリーダ」
| スカイリーダの血統（ネヴァーセイダイ系 / Pharos4×5=9.38%） | スカイリーダの血統（ネヴァーセイダイ系 / Pharos4×5=9.38%） | スカイリーダの血統（ネヴァーセイダイ系 / Pharos4×5=9.38%） | （血統表の出典） | （血統表の出典） |
| 父 *ダイハード Die Hard 1957 栃栗毛 イギリス               | 父の父Never Say Die 1951 栗毛 イギリス                     | Nasrullah                                                  | Nearco           | Nearco           |
| 父 *ダイハード Die Hard 1957 栃栗毛 イギリス               | 父の父Never Say Die 1951 栗毛 イギリス                     | Nasrullah                                                  | Mumtaz Begum     |                  |
| 父 *ダイハード Die Hard 1957 栃栗毛 イギリス               | 父の父Never Say Die 1951 栗毛 イギリス                     | Singing Grass                                              | War Admiral      | War Admiral      |
| 父 *ダイハード Die Hard 1957 栃栗毛 イギリス               | 父の父Never Say Die 1951 栗毛 イギリス                     | Singing Grass                                              | Boreale          |                  |
| 父 *ダイハード Die Hard 1957 栃栗毛 イギリス               | 父の母Mixed Blessing 1946 栗毛 イギリス                    | Brumeux                                                    | Teddy            | Teddy            |
| 父 *ダイハード Die Hard 1957 栃栗毛 イギリス               | 父の母Mixed Blessing 1946 栗毛 イギリス                    | Brumeux                                                    | La Brume         |                  |
| 父 *ダイハード Die Hard 1957 栃栗毛 イギリス               | 父の母Mixed Blessing 1946 栗毛 イギリス                    | Pot-Pourri                                                 | Rose Prince      | Rose Prince      |
| 父 *ダイハード Die Hard 1957 栃栗毛 イギリス               | 父の母Mixed Blessing 1946 栗毛 イギリス                    | Pot-Pourri                                                 | Sweet Lavender   |                  |
| 母 ミスフィリー 1962 鹿毛                                  | 母の父フェリオール 1951 黒鹿毛 フランス                    | Fastnet                                                    | Pharos           | Pharos           |
| 母 ミスフィリー 1962 鹿毛                                  | 母の父フェリオール 1951 黒鹿毛 フランス                    | Fastnet                                                    | Tatoule          |                  |
| 母 ミスフィリー 1962 鹿毛                                  | 母の父フェリオール 1951 黒鹿毛 フランス                    | Aisse                                                      | Thor             | Thor             |
| 母 ミスフィリー 1962 鹿毛                                  | 母の父フェリオール 1951 黒鹿毛 フランス                    | Aisse                                                      | Asturie          |                  |
| 母 ミスフィリー 1962 鹿毛                                  | 母の母ミスマサユウ 1952 鹿毛 ニュージーランド              | Gold Nib                                                   | Dastur           | Dastur           |
| 母 ミスフィリー 1962 鹿毛                                  | 母の母ミスマサユウ 1952 鹿毛 ニュージーランド              | Gold Nib                                                   | Gold Race        |                  |
| 母 ミスフィリー 1962 鹿毛                                  | 母の母ミスマサユウ 1952 鹿毛 ニュージーランド              | Lady Nahleen                                               | Broiefort        | Broiefort        |
| 母 ミスフィリー 1962 鹿毛                                  | 母の母ミスマサユウ 1952 鹿毛 ニュージーランド              | Lady Nahleen                                               | Arena F-No.18-a  |                  |

父ダイハードは競走馬時代にセントレジャーステークス2着などの実績があり、種牡馬として日本で数々の重賞勝利馬を輩出した。母ミスフィリーは中央競馬で5勝を挙げている。本馬の甥には1986年のきさらぎ賞を勝ったフミノアプローズがいる。